# Top 14 2005-06
El Campeonato de Francia de Rugby 15 2005-06 fue la 107.ª edición del Campeonato francés de rugby.
El campeón del torneo fue el equipo de Biarritz quienes obtuvieron su quinto campeonato.

## Posiciones
|    | Equipo         | J  | G  | E | P  | PF  | PC  | PD   | PB | Pts |
| -- | -------------- | -- | -- | - | -- | --- | --- | ---- | -- | --- |
| 1  | Biarritz       | 26 | 19 | 0 | 7  | 694 | 350 | 344  | 14 | 90  |
| 2  | Stade Français | 26 | 19 | 0 | 7  | 633 | 437 | 196  | 13 | 89  |
| 3  | Toulouse       | 26 | 19 | 0 | 7  | 713 | 427 | 286  | 12 | 88  |
| 4  | Perpignan      | 26 | 18 | 0 | 8  | 671 | 398 | 273  | 12 | 84  |
| 5  | Agen           | 26 | 15 | 0 | 11 | 655 | 540 | 115  | 10 | 70  |
| 6  | Bourgoin       | 26 | 14 | 0 | 12 | 591 | 516 | 75   | 11 | 67  |
| 7  | Castres        | 26 | 13 | 0 | 13 | 685 | 559 | 126  | 14 | 66  |
| 8  | Clermont       | 26 | 14 | 0 | 12 | 577 | 569 | 8    | 7  | 63  |
| 9  | Brive          | 26 | 10 | 1 | 15 | 431 | 553 | -122 | 9  | 51  |
| 10 | Narbonne       | 26 | 11 | 0 | 15 | 533 | 775 | -242 | 3  | 47  |
| 11 | Montpellier    | 26 | 9  | 0 | 17 | 574 | 659 | -85  | 10 | 46  |
| 12 | Bayonne        | 26 | 8  | 1 | 17 | 514 | 669 | -155 | 9  | 43  |
| 13 | Pau            | 26 | 9  | 0 | 17 | 476 | 790 | -314 | 4  | 40  |
| 14 | Toulon         | 26 | 3  | 0 | 23 | 332 | 837 | -505 | 7  | 19  |

### Semifinal
| 2 de junio de 2006 | Biarritz | 12 - 9 | Perpignan |  |  |

| 3 de junio de 2006 | Stade Français | 9 - 12 | Toulouse |  |  |

### Final
| 10 de junio de 2006 | Biarritz | 40 - 13 | Toulouse | Stade de France, París |  |

| Bandera de Francia |
| Campeón Biarritz   |
| Quinto título      |